# Angel Stadium of Anaheim
El Angel Stadium of Anaheim es un estadio de béisbol ubicado en la ciudad de Anaheim, estado de California, Estados Unidos, a 25 millas (40 km) del centro de la ciudad de Los Ángeles. El estadio es sede del equipo de Los Angeles Angels of Anaheim de las Grandes Ligas de Béisbol (MLB) desde la temporada 1966. Además albergó los partidos de local de Los Angeles Rams de la NFL desde 1980 hasta 1994.
Allí se disputó además el Juego de Estrellas de las Grandes Ligas de Béisbol de 1967, 1989 y 2010, así como el Freedom Bowl de fútbol americano universitario desde 1984 hasta 1994. Por otra parte, el Campeonato de la AMA de Supercross ha corrido en el estadio casi sin interrupciones desde 1976.

## Historia
El estadio se construyó entre los años 1964 y 1966, en ese entonces Los Angelinos de California tuvieron que jugar en el estadio de Los Angeles Dodgers el Dodger Stadium.
El estadio fue construido en una zona agrícola en la ciudad de Anaheim de aproximadamente 65 km².
A finales de los años 1970 el equipo de la ciudad de Los Angeles Rams decidió mudarse al Anaheim Stadium aumentando la capacidad del estadio a 64,593 para los juegos de Fútbol Americano. El estadio fue sede de este equipo hasta el año 1994 cuando el equipo fue trasladado a St. Louis. En ese mismo año el Terremoto de Northridge de 1994 derribó la pantalla del estadio cayendo sobre los asientos, afortunadamente el inmueble se encontraba vacío.
En 1996 la compañía Disney se convirtió en el dueño del equipo, renovando así el estadio para volver a convertirlo en un estadio de béisbol únicamente, con capacidad para 45.000 espectadores. En 1998 el estadio fue renombrado como Edison International Field por la empresa Edison International que tenía un convenio de 20 años sobre el estadio. En 2003 la compañía decidió salir del convenio, pasando a llamarse el estadio con su nombre actual.